# Slalom aux Jeux olympiques
Le slalom a fait son apparition aux Jeux olympiques lors de l’édition de 1948 à Saint-Moritz en Suisse. C’est le Suisse Edi Reinalter qui en a ouvert le palmarès chez les hommes et l'américaine Gretchen Fraser chez les femmes.

## Palmarès

### Hommes
| Édition | Or                              | Argent                      | Bronze                       |
| ------- | ------------------------------- | --------------------------- | ---------------------------- |
| 1948    | Edi Reinalter (SUI)             | James Couttet (FRA)         | Henri Oreiller (FRA)         |
| 1952    | Othmar Schneider (AUT)          | Stein Eriksen (NOR)         | Guttorm Berge (NOR)          |
| 1956    | Toni Sailer (AUT)               | Chiharu Igaya (JPN)         | Stig Sollander (SWE)         |
| 1960    | Ernst Hinterseer (AUT)          | Mathias Leitner (AUT)       | Charles Bozon (FRA)          |
| 1964    | Josef Stiegler (AUT)            | Billy Kidd (USA)            | James Heuga (USA)            |
| 1968    | Jean-Claude Killy (FRA)         | Herbert Huber (AUT)         | Alfred Matt (AUT)            |
| 1972    | Francisco Fernández Ochoa (ESP) | Gustav Thöni (ITA)          | Rolando Thöni (ITA)          |
| 1976    | Piero Gros (ITA)                | Gustav Thöni (ITA)          | Willi Frommelt (LIE)         |
| 1980    | Ingemar Stenmark (SWE)          | Philip Mahre (USA)          | Jacques Lüthy (SUI)          |
| 1984    | Philip Mahre (USA)              | Steve Mahre (USA)           | Didier Bouvet (FRA)          |
| 1988    | Alberto Tomba (ITA)             | Frank Wörndl (GER)          | Paul Frommelt (LIE)          |
| 1992    | Finn Christian Jagge (NOR)      | Alberto Tomba (ITA)         | Michael Tritscher (AUT)      |
| 1994    | Thomas Stangassinger (AUT)      | Alberto Tomba (ITA)         | Jure Košir (SLO)             |
| 1998    | Hans Petter Buraas (NOR)        | Ole Kristian Furuseth (NOR) | Thomas Sykora (AUT)          |
| 2002    | Jean-Pierre Vidal (FRA)         | Sébastien Amiez (FRA)       | Benjamin Raich (AUT)         |
| 2006    | Benjamin Raich (AUT)            | Reinfried Herbst (AUT)      | Rainer Schönfelder (AUT)     |
| 2010    | Giuliano Razzoli (ITA)          | Ivica Kostelić (CRO)        | André Myhrer (SWE)           |
| 2014    | Mario Matt (AUT)                | Marcel Hirscher (AUT)       | Henrik Kristoffersen (NOR)   |
| 2018    | André Myhrer (SWE)              | Ramon Zenhäusern (SUI)      | Michael Matt (AUT)           |
| 2022    | Clément Noël (FRA)              | Johannes Strolz (AUT)       | Sebastian Foss Solevåg (NOR) |

### Femmes
| Édition | Or                         | Argent                      | Bronze                       |
| ------- | -------------------------- | --------------------------- | ---------------------------- |
| 1948    | Gretchen Fraser (USA)      | Antoinette Meyer (SUI)      | Erika Mahringer (AUT)        |
| 1952    | Andrea Mead-Lawrence (USA) | Ossi Reichert (GER)         | Annemarie Buchner (GER)      |
| 1956    | Renée Colliard (SUI)       | Regina Schöpf (AUT)         | Evgenia Sidorova (URS)       |
| 1960    | Anne Heggtveit (CAN)       | Betsy Snite (USA)           | Barbara Henneberger (GER)    |
| 1964    | Christine Goitschel (FRA)  | Marielle Goitschel (FRA)    | Jean Saubert (USA)           |
| 1968    | Marielle Goitschel (FRA)   | Nancy Greene (CAN)          | Annie Famose (FRA)           |
| 1972    | Barbara Cochran (USA)      | Danielle Debernard (FRA)    | Florence Steurer (FRA)       |
| 1976    | Rosi Mittermaier (GER)     | Claudia Giordani (ITA)      | Hanni Wenzel (LIE)           |
| 1980    | Hanni Wenzel (LIE)         | Christa Kinshofer (GER)     | Erika Hess (SUI)             |
| 1984    | Paoletta Magoni (ITA)      | Perrine Pelen (FRA)         | Ursula Konzett (LIE)         |
| 1988    | Vreni Schneider (SUI)      | Mateja Svet (YUG)           | Christa Kinshofer (GER)      |
| 1992    | Petra Kronberger (AUT)     | Annelise Coberger (NZL)     | Blanca Fernandez-Ochoa (ESP) |
| 1994    | Vreni Schneider (SUI)      | Elfi Eder (AUT)             | Katja Koren (SLO)            |
| 1998    | Hilde Gerg (GER)           | Deborah Compagnoni (ITA)    | Zali Steggall (AUS)          |
| 2002    | Janica Kostelić (CRO)      | Laure Péquegnot (FRA)       | Anja Pärson (SWE)            |
| 2006    | Anja Pärson (SWE)          | Nicole Hosp (AUT)           | Marlies Schild (AUT)         |
| 2010    | Maria Riesch (GER)         | Marlies Schild (AUT)        | Sarka Zahrobska (CZE)        |
| 2014    | Mikaela Shiffrin (USA)     | Marlies Schild (AUT)        | Kathrin Zettel (AUT)         |
| 2018    | Frida Hansdotter (SWE)     | Wendy Holdener (SUI)        | Katharina Gallhuber (AUT)    |
| 2022    | Petra Vlhová (SVK)         | Katharina Liensberger (AUT) | Wendy Holdener (SUI)         |